# Lemon of Troy
"Lemon of Troy" är avsnitt 24 från säsong sex av Simpsons. Avsnittet sändes på Fox i USA den 14 maj 1995. I avsnittet förklarar barnen i Springfield krig mot Shelbyville efter att de stjäl deras citronträd. Med hjälp av sina föräldrar försöker de få tillbaka trädet. Avsnittet skrevs av Brent Forrester och regisserades av Jim Reardon. Avsnittet innehåller referenser till "When Doves Cry", The Road Warrior och "What a Wonderful World". Titeln är en referens till Helena. Avsnittet fick en Nielsen ratings på 8.1. Marcia Wallace gästskådespelar som Edna Krabappel.

## Handling
Marge upptäcker Bart när han vandaliserar en trottoar i staden genom att skriva ner sitt namn i våt cement, föreläser hon för honom om vikten över att vara stolt över staden man bor i. Efteråt inser Bart hur underbart det är att leva i Springfield. Bart blir sedan sårad då han hör hur barnen i grannstaden Shelbyville förolämpar staden och ser på när de stjäl citroner från deras träd. Abraham berättar sedan för barnen om rivaliteten mellan de två städerna och att citronträdet planterades för att minnas den bistra striden.
Nästa dag blir Springfields citronträd stulet av ett gäng pojkar från Shelbyville. Med sin stads stolthet att följa bestämmer sig Bart, Milhouse, Nelson, Martin, Todd och Database att åka till Shelbyville för att ta tillbaka sitt träd. De hittar trädet hos en bilbärgare samtidigt som de blir återfunna av sina föräldrar som letat efter dem då de försvunnit. Då föräldrarna får reda på varför de är i grannstaden bestämmer de sig för att tillsammans ta tillbaka trädet.
Homer bestämmer sig för att använda Ned Flanders husbil. De ska gömma sig i husbilen och låten den bli beslagtagen för olaglig parkering så att de kommer in till bilbärgningen dit de tagit citronträdet. De lyckas och får hem trädet igen som är lite mer skadat än förut. Abraham berättar sedan en historia för barnen om hur trädet räddades och en liknande person gör samma i grannstaden.

## Produktion
Avsnittet skrevs av Brent Forrester och regisserades av Jim Reardon. De bestämde att Shelby och hans son skulle se ut som en tuffare version av Homer och Bart. Shelbys röst gjordes av Tress MacNeille och hans pappa av Hank Azaria som gjorde en parodi på Walter Matthau. Dan Castellaneta har även tagit hjälp av Matthau då han skapade Homers röst.
De skapade i avsnittet en ny plats i Springfield som var vackrare än andra för att placera trädet där. De bestämde att området inte skulle vara smutsigt eller ha föroreningar. Shelbyville fick ett mökare utseende. Marcia Wallace gästskådespelar som Edna Krabappel.

## Kulturella referenser
Milhouse citerar i avsnittet "When Doves Cry". Bart kommer fram vad nummer sju är med romerska siffror genom att använda sig av  Rocky-filmerna. Scenen då Bart och hans kamrater sitter på ett berg ovanför fiendetlägret är en referens till The Road Warrior. Delen då Bart försöker fly är en referens till My Secret Identity. Handlingen är baserat på trojanska kriget. I avsnittet hör man låten "What a Wonderful World".

## Mottagning
Avsnittet hamnade på plats 55 över mest sedda program under veckan med en Nielsen ratings på 8.1. Avsnittet var det sjätte mest sedda programmet på Fox under veckan. Matt Groening kallar avsnittet för en klassiker och en av hans favoriter i serien. Warren Martyn och Adrian Wood har i boken I Can't Believe It's a Bigger and Better Updated Unofficial Simpsons Guide har skrivit att det finns några fina delar i avsnittet och deras dubbelgångare i Shelbyville gör avsnittet till en bra placering under säsongen. I en recension för säsong sex har Ryan Keefer från DVD Verdict sagt att avsnittet är en av de bästa från säsongen. Avsnittet innehåller allt som gör serien till en succé och berättar kunskapen om hur amerikanerna kan romerska siffror.